# Imagen por resonancia magnética

Secciones secuenciales de una resonancia del encéfalo, mostrando concurrentemente cortes a través de los planos transverso, sagital y coronal (izquierda a derecha)

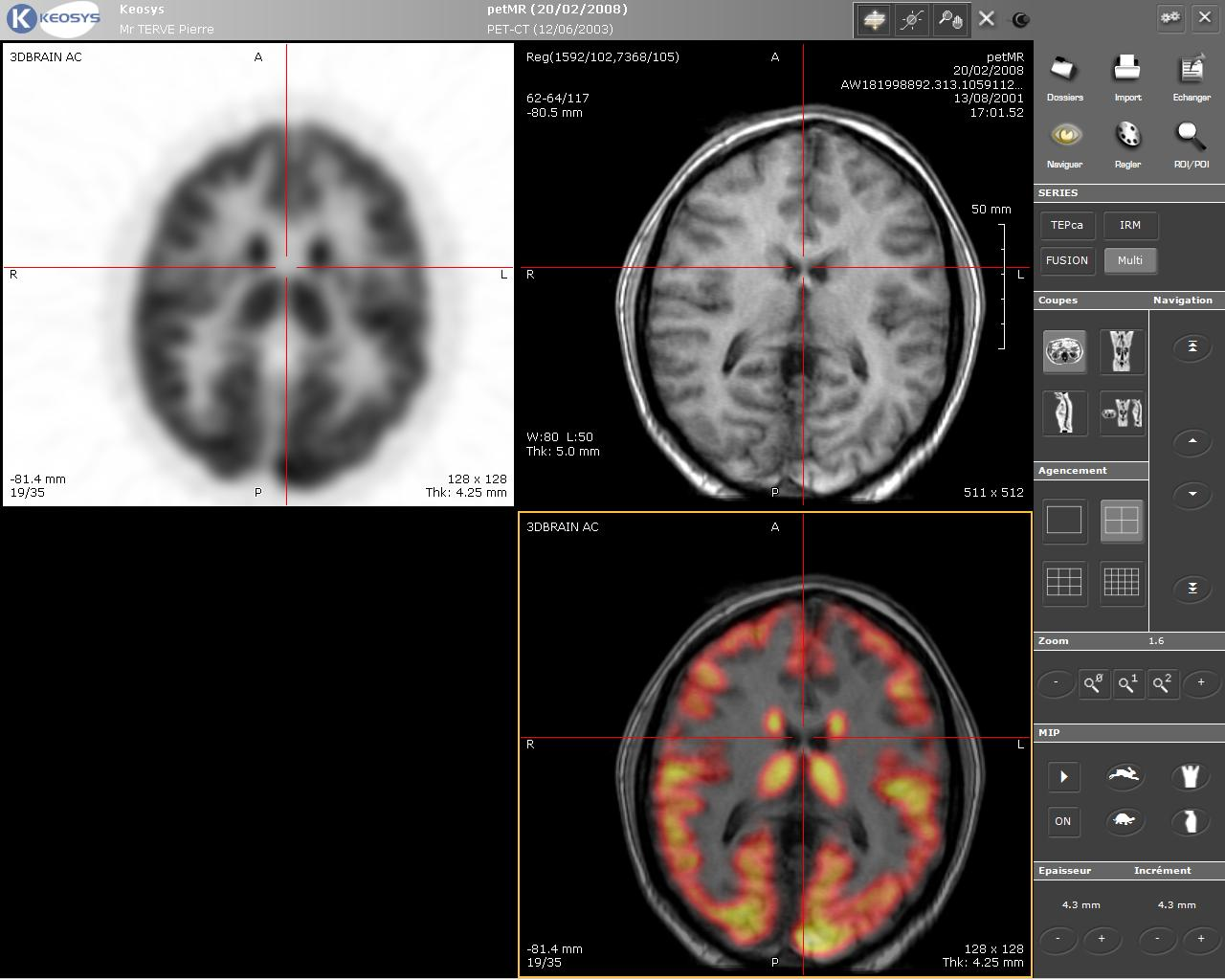
Imagen combinada IRM / PET de una cabeza humana.

Imágenes de una cabeza humana obtenidas por resonancia magnética (vista sagital).

Una imagen por resonancia magnética (IRM), también conocida como tomografía por resonancia magnética (TRM) o imagen por resonancia magnética nuclear (IRMN), es una técnica no invasiva que utiliza el fenómeno de la resonancia magnética nuclear para obtener información sobre la estructura y composición del cuerpo a analizar. Esta información es procesada por ordenadores y transformada en imágenes del interior de lo que se ha analizado.
Es usada principalmente en medicina para observar alteraciones en los tejidos y detectar cáncer y otras patologías. También es utilizada industrialmente para analizar la estructura de materiales tanto orgánicos como inorgánicos.
La IRM no debe ser confundida con la espectroscopia de resonancia magnética nuclear, una técnica usada en química que utiliza el mismo principio de la resonancia magnética para obtener información sobre la composición de los materiales.
A diferencia de la tomografía axial computarizada (TAC), no usa radiación ionizante, sino campos magnéticos para alinear la magnetización nuclear de (habitualmente) núcleos de hidrógeno del agua en el cuerpo. Estos núcleos resuenan a una frecuencia proporcional al campo magnético ejercido de forma que se puede aplicar un campos de radiofrecuencia (RF) para alterar sistemáticamente el alineamiento de los espines de esa magnetización, causando que los núcleos de hidrógeno produzcan un campo magnético rotacional detectable por el escáner. Esa señal puede ser manipulada con campos magnéticos adicionales y así construir con más información imágenes del cuerpo.

## Historia
En 1952, Herman Carr produjo una imagen de resonancia magnética de una sola dimensión como se informa en su tesis de doctorado de Harvard. En la Unión Soviética, Vladislav Ivanov presentó (en 1960) un documento al Comité Estatal de la URSS de Invenciones y Descubrimientos en Leningrado para un dispositivo de imagen de resonancia magnética, aunque no fue aprobado hasta 1970.
El fenómeno de «resonancia magnética nuclear» (RMN) fue descubierto en 1946 de manera independiente por Felix Bloch en Stanford y por Edward Mills Purcell en Harvard, ambos científicos fueron galardonados con el Premio Nobel de Física en 1952.
En 1949 Erwin Hahn, físico americano, descubrió el fenómeno eco de espín en resonancia magnética.
Posteriormente, en 1960 Richar Ernest y Weston Anderson, aplicando transformadas de Fourier lograron aumentar la velocidad de obtención de escáneres de resonancia magnética nuclear utilizando diversos radios cortos de pulsos. Este hallazgo logró mejorar la sensibilidad y resolución de RMN, e hizo que tanto la espectropía de RMN y la IRM pudiesen ser realmente prácticos y comercialmente factibles.
En 1971, Godfrey Hounsfield revolucionó la medicina con la creación del primer tomógrafo. Su invento lo hizo merecedor del premio Nobel de Fisiología en 1979 y es considerado por muchos como uno de los inventos más importantes del siglo XX.
En 1972 Paul C. Lauterbur descubrió la posibilidad de crear imágenes en dos dimensiones introduciendo gradientes a campos magnéticos. Analizando las características de las transmisiones de las ondas de radio podía determinar su origen. Este hecho hizo posible que se pudiesen construir imágenes en dos dimensiones que no podían ser visualizados de otra manera. Ese mismo año Peter Mansfield continuó la investigación y desarrollo de la utilización de gradientes en campos magnéticos. Demostró, que las señales podían ser analizadas matemáticamente, lo cual hizo posible desarrollar una técnica de imagen útil. Además, Mansfield demostró lo extremadamente rápido que era las técnicas de imagen. Esto se convirtió técnicamente posible una década más tarde. En 1976 Peter Mansfield tomó la primera imagen de resonancia magnética de un dedo amputado. Tanto Paul C. Lauterbur como Peter Mansfield recibieron el premio Nobel en Fisiología y Medicina en 2003.
En 1990 Seiji Ogawa utilizó el contraste dependiente del nivel de O2 en la sangre. Hoy en día las imágenes por resonancia magnética son utilizadas mundialmente en el campo de la medicina para el diagnóstico, seguimiento y para poder determinar el tratamiento de enfermedades.

## Funcionamiento

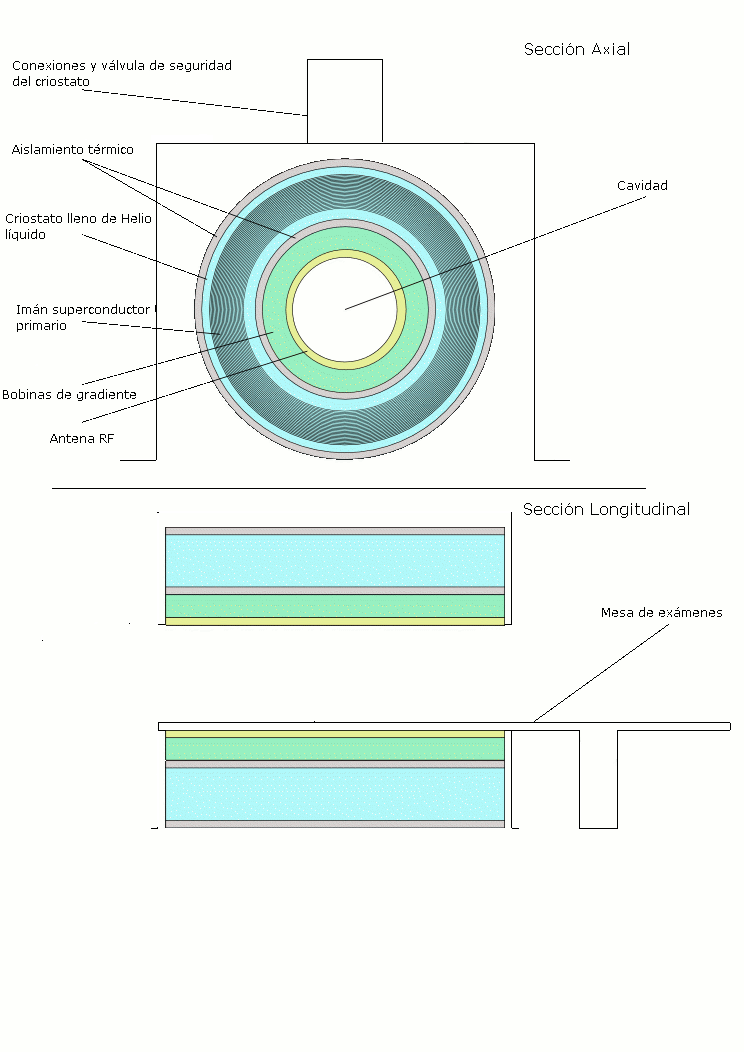
Esquema de una unidad de IRM de imán superconductor

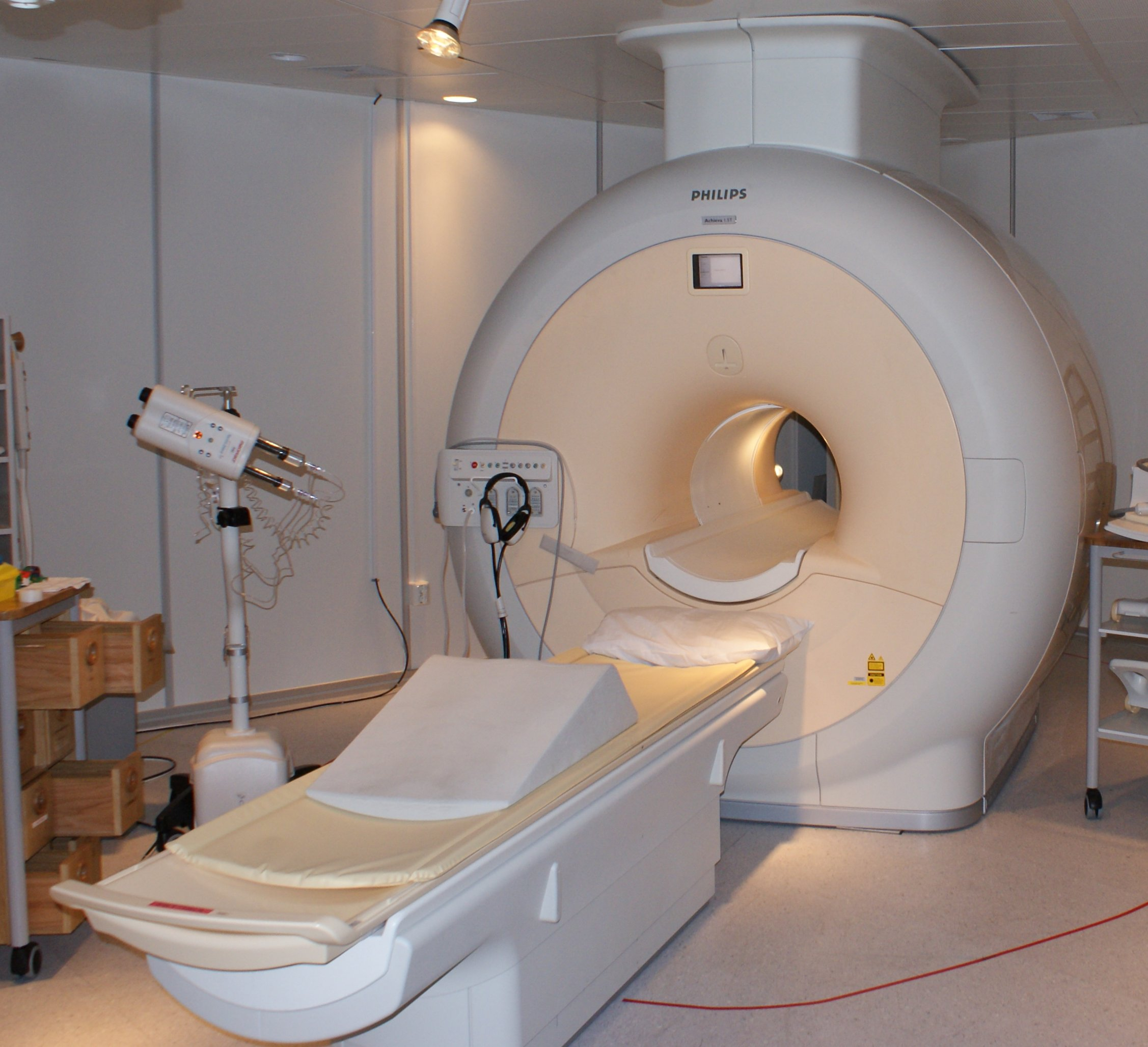
Equipo de IRM

Los equipos de IRM son máquinas con muchos componentes que se integran con gran precisión para obtener información sobre la distribución de los átomos en el cuerpo humano utilizando el fenómeno de RM. El elemento principal del equipo es un imán capaz de generar un campo magnético constante de gran intensidad. Actualmente, mientras que la mayoría de los sistemas opera a 0,5 a 1,5 teslas, los sistemas comerciales disponibles están entre 0,2 T - 7 T. La mayoría de los imanes clínicos son superconductores que requieren helio líquido. Intensidades de campo más bajas se pueden lograr con imanes permanentes, utilizados a menudo en escáneres «abiertos» de resonancia magnética para pacientes claustrofóbicos.
El campo magnético constante se encarga de alinear los momentos magnéticos de los núcleos atómicos básicamente en dos direcciones, paralela (los vectores apuntan en el mismo sentido) y anti-paralela (apuntan en sentidos opuestos). La intensidad del campo y el momento magnético del núcleo determinan la frecuencia de resonancia de los núcleos, así como la proporción de núcleos que se encuentran en cada uno de los dos estados.
Esta proporción está gobernada por las leyes de la estadística de Maxwell-Boltzmann que, para un átomo de hidrógeno y un campo magnético de 1,5 teslas a temperatura ambiente, dicen que apenas un núcleo por cada millón se orientará paralelamente, mientras que el resto se repartirán equitativamente entre ambos estados, ya que la energía térmica de cada núcleo es mucho mayor que la diferencia de energía entre ambos estados. La enorme cantidad de núcleos presente en un pequeño volumen hace que esta pequeña diferencia estadística sea suficiente como para ser detectada.
El siguiente paso consiste en emitir la radiación electromagnética a una determinada frecuencia de resonancia (Pulso de radiofrecuencia o pulso RF). Debido al estado de los núcleos, algunos de los que se encuentran en el estado paralelo o de baja energía cambiarán al estado antiparalelo o de alta energía y, al cabo de un corto periodo, retornarán a su estado paralelo de baja energía previo, perdiendo (en forma de fotones) la energía que habían ganado. Estos fotones podrán ser detectados usando el instrumental adecuado. Como el rango de frecuencias es el de las radiofrecuencias para los imanes citados, el instrumental suele consistir en una bobina que hace las veces de antena, receptora y transmisora, un amplificador y un sintetizador de RF.
Debido a que el imán principal genera un campo constante, todos los núcleos que posean el mismo momento magnético (por ejemplo, todos los núcleos de hidrógeno) tendrán la misma frecuencia de resonancia. Esto significa que una señal que ocasione una RM en estas condiciones podrá ser detectada, pero con el mismo valor desde todas las partes del cuerpo, de manera que no existe información espacial o información de dónde se produce la resonancia. Para resolver este problema se añaden las llamadas bobinas de gradiente. Cada una de las bobinas genera un campo magnético de una cierta intensidad con una frecuencia controlada (por ejemplo en una parte del cuerpo se genera un campo magnético de 0,5 T, en otra parte 1 T, en otra parte 1,5 T, etc.). Estos campos magnéticos alteran el campo magnético ya presente y, por tanto, la frecuencia de resonancia de los núcleos. Utilizando tres bobinas ortogonales es posible asignarle a cada región del espacio (en este caso región del cuerpo humano) una frecuencia de resonancia diferente, de manera que cuando se produzca una resonancia a una frecuencia determinada será posible determinar la región del espacio de la que proviene.
En vez de aplicar tres gradientes diferentes que establezcan una relación única entre frecuencia de resonancia y punto del espacio, es posible utilizar diferentes frecuencias para las bobinas de gradiente, de manera que la información queda codificada en espacio de fases (se pueden ver imágenes en cortes sagitales, coronales y axiales). Esta información puede ser transformada en posiciones espaciales utilizando la transformada de Fourier discreta.

## Riesgos para la salud

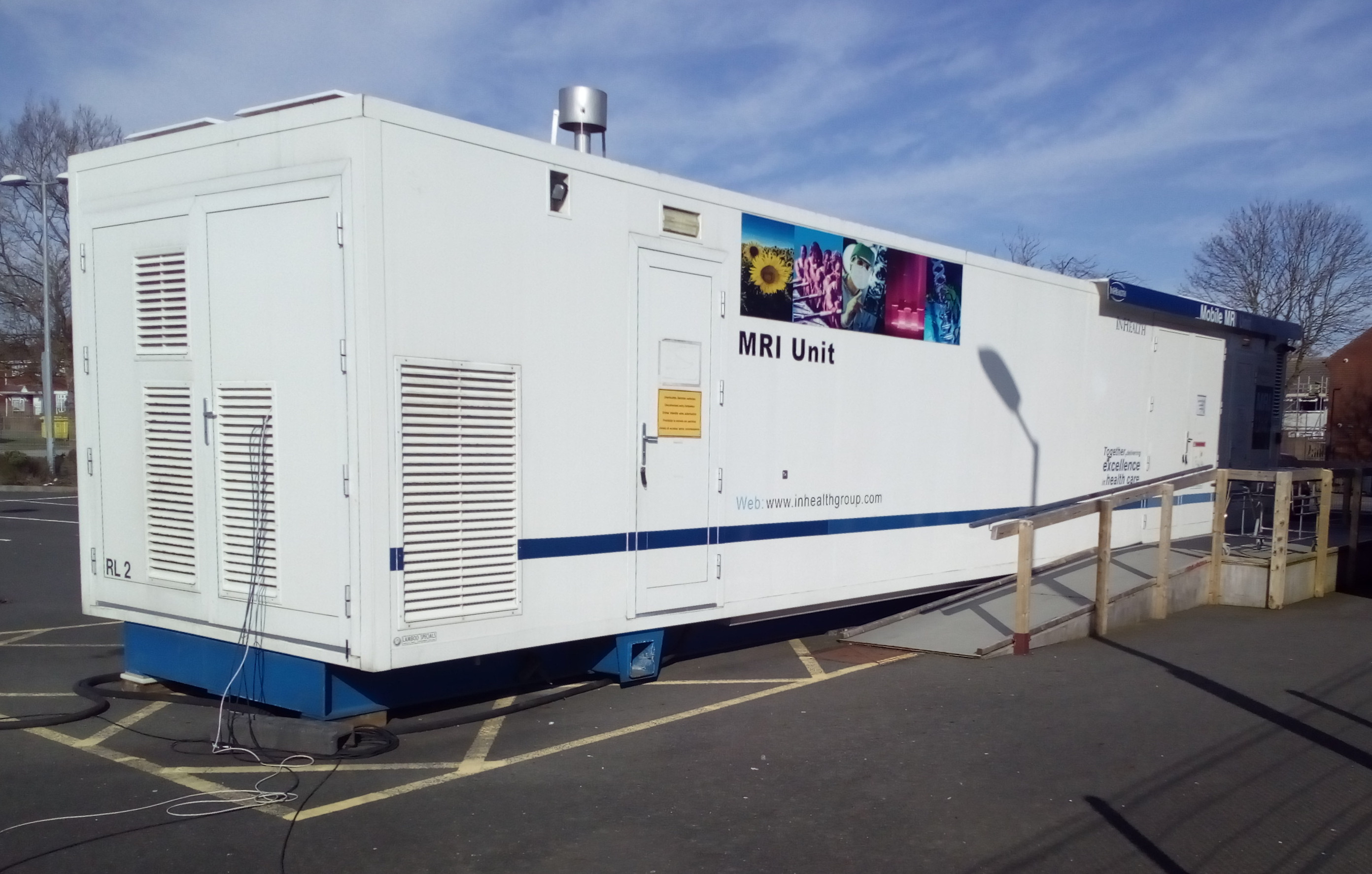

Debido a la complejidad de un equipo de IRM, existen muy diversas maneras en las que este puede afectar a la salud de una persona. 

### Riesgos asociados al uso de contrastes
En algunos estudios de resonancia magnética, para lograr una mejor calidad de imagen, se inyecta al paciente una sustancia conocida como medio de contraste basado en gadolinio. Estos productos son muy tóxicos en estado libre por lo que previamente son tratados para que puedan ser eliminados por el organismo. Recientes investigaciones han demostrado que existen enfermedades muy graves causadas por
el uso de gadolinio. Actualmente se sabe que es muy peligroso inyectar gadolinio a personas con insuficiencia renal y los nuevos estudios sugieren que también existe un riesgo muy importante en personas con salud normal, pues se han encontrado acumulaciones de gadolinio
en los tejidos de personas sin insuficiencia renal. Es muy importante que el profesional estudie cuidadosamente el estado del paciente antes de proceder a la administración del fármaco y debe valorarse siempre el riesgo y el beneficio, también es fundamental que el paciente sea detalladamente informado antes de la inyección para que pueda tomar la decisión de aceptar o rechazar el fármaco, teniendo presente el peligro al que se somete. En caso de decidir administrar debe tenerse especial cuidado con las dosis y el tipo de medio de contraste de gadolinio usado, procurando emplear las variantes más estables y las dosis más bajas posibles. Las enfermedades provocadas por la administración de gadolinio pueden aparecer semanas, meses o incluso años después de haber recibido la sustancia. Se estima que existen muchas personas que sufren las graves secuelas y desconocen que la causa está en la administración negligente de gadolinio.

### Riesgos inmediatos evitables
Son riesgos derivados de la introducción de un objeto o material en la sala donde se encuentra el equipo que interaccione de alguna manera con este. Estos riesgos son evitables en la mayor, si no en la totalidad, de los casos, si el personal que maneja el equipo tiene una formación apropiada y la información sobre el paciente es completa.
La mayor parte de efectos negativos que puede tener sobre la salud un examen de RM provienen de los efectos directos que el campo electromagnético puede ejercer sobre materiales conductores de la electricidad o ferromagnéticos o sobre dispositivos electrónicos.
En un futuro se podrá utilizar sin riesgos para personas con marca-pasos, pues se está investigando en la elaboración de anti-imanes, que permiten ocultar ciertas zonas del campo magnético generado, como por ejemplo en el corazón, para evitar el campo magnético en instrumentos electrónicos como marcapasos o cardiodesfibriladores.
Debido al potente campo magnético que rodea al equipo de IRM permanentemente, cualquier material ferromagnético, como el hierro, se verá atraído con mucha fuerza hacia la pared interior del hueco donde se sitúa el paciente, a menudo «volando» a través del espacio que lo separa de este lugar. Una vez pegado a la pared, extraerlo puede requerir mucha fuerza, si no se desea apagar el imán primario. En el caso de que algún otro objeto se interponga entre el imán y el material ferromagnético, se pueden producir graves daños, tanto al equipo de IRM como a los pacientes y personal presentes en la sala o en el interior equipo.
Los materiales conductores también representan un cierto peligro. Aunque estos materiales no se verán atraídos por el campo magnético permanente del imán primario, reaccionarán a cualquier cambio en el campo magnético estático oponiéndose a este cambio, según la ley de Lenz. Un cambio en el campo magnético se produce, por ejemplo, cuando se encienden las bobinas de gradiente y estas empiezan a emitir campos magnéticos con diversas frecuencias. La consecuencia de esto es la aparición de una corriente eléctrica que, gracias a la resistencia del material, producirá un calentamiento, pudiendo llegar a causar quemaduras a cualquier objeto en contacto con él.
El tercer tipo de peligro directo para la salud provocado por un examen de IRM es para los dispositivos electrónicos o mecánicos que puedan ser introducidos en la sala donde se encuentra el equipo de diagnóstico. Debido tanto al campo magnético permanente como a las ondas de radio y a los gradientes normales durante un examen de IRM, cualquier dispositivo mecánico con alguna parte metálica podría no funcionar bien en el interior de la sala. Este es el caso de algunas válvulas cardiacas. Un equipo electrónico mal blindado de las radiaciones electromagnéticas podría dejar de funcionar o hacerlo incorrectamente durante o después de un examen de IRM. El marcapasos es el ejemplo típico de problemas derivados de este efecto, aunque hoy en día existen técnicas, métodos y dispositivos que posibilitan un examen con IRM a un paciente con un marcapasos o similar.
Por último, la emisión de radiofrecuencias para hacer resonar los espines podría ser dañina si se realizara en frecuencias de Radiación ionizantes. Ya que el campo magnético ejercido es proporcional a la frecuencia necesaria para excitar los espines. En medicina e investigación se utilizan campos magnéticos que permitan hacer resonar el hidrógeno muy por debajo de las frecuencias potencialmente dañinas.

### Riesgos inmediatos inevitables
Los campos EM también interaccionan con los seres humanos, ya que interaccionan con cualquier partícula cargada, y esto puede derivar, principalmente, en corrientes en el interior de los tejidos y en calentamiento del cuerpo. Estos efectos presentan un riesgo bajo y controlado.
En medicina se suele utilizar un análisis de riesgo-beneficio para valorar si un paciente debe someterse o no a un examen de IRM. En el caso de que el riesgo inevitable sea mayor que el normal, el examen solo se realizará si es absolutamente necesario. Este es el caso de mujeres embarazadas, por ejemplo.

### Riesgos de una exposición prolongada a campos EM
Durante los últimos años se ha iniciado un debate en los foros públicos y científicos sobre los posibles efectos adversos para la salud de la exposición prolongada a campos electromagnéticos. Este tipo de riesgo afecta principalmente al personal sanitario que trabaja en las instalaciones de IRM, al personal de mantenimiento que debe realizar reparaciones o trabajo directamente sobre el equipo y a cualquier otra persona que deba encontrarse a menudo en las proximidades de un equipo de IRM.
Los efectos de exposiciones prolongadas podrían derivar de los efectos conocidos mencionados en la sección anterior (calentamiento del cuerpo y corrientes en el interior de los tejidos) o podrían derivar de efectos no conocidos que, a largo plazo, causaran enfermedades mortales tales como cáncer. A día de hoy no existe ninguna evidencia que sostenga esta última afirmación y la mayoría de los estudios que la apoyan no presentan una correlación estadísticamente significativa entre campos EM y cáncer.

#### La directiva europea 2004/40/CE
Al respecto de los efectos conocidos y sus posibles consecuencias a causa de exposiciones prolongadas, la Comisión Europea aprobó en abril de 2004 la directiva 2004/40/CE, sobre las disposiciones mínimas de seguridad y de salud relativas a la exposición de los trabajadores a los riesgos derivados de los agentes físicos.
Medir estas magnitudes en el interior de una persona no es posible. Como mucho puede utilizarse un maniquí en el interior del cual sea posible introducir las sondas para medir la corriente y la absorción específica o crear un modelo matemático del equipo de IRM y de la persona para obtener valores numéricos.
Para facilitar la tarea, la directiva europea y la guía de la ICNIRP (Comisión Internacional sobre Protección Frente a Radiaciones No Ionizantes) establece también lo que se denominan valores de actuación (action values) para los valores del campo eléctrico, campo magnético, flujo magnético, potencia, corriente de contacto y corriente en tejido. Estas magnitudes pueden ser medidas fácilmente, utilizando sondas extracorporales, y tratan de extrapolar los valores establecidos por los límites de exposición, de manera que si los valores de actuación nunca son superados, los límites de exposición tampoco lo sean. En el caso de que los valores de actuación sean superados, es necesario realizar un estudio detallado para determinar si los límites de exposición están siendo rebasados y, en caso afirmativo, corregir la situación.
La forma en la que la ICNIRP ha realizado la extrapolación no está exenta de polémica. Así, los límites de exposición de la ICNIRP y de la IEEE son iguales, pero no así los valores de actuación que ambas instituciones han establecido. Igualmente, la manera en la que los gobiernos nacionales y regionales han realizado la transposición a la legislación local, a menudo dividiendo los valores de actuación arbitrariamente, es un tema controvertido.
En lo relativo a la IRM, diversos estudios indican que los campos EM presentes en un equipo de IRM pueden superar tanto los valores de actuación como los límites de exposición para el personal sanitario,
 de manera que algunas prácticas en el interior de la sala de IRM pasarían a ser constitutivas de crimen por parte del empleador de ser llevadas a cabo.
A día de hoy las agencias gubernamentales y la Comisión europea han formado un grupo de trabajo para examinar las implicaciones de la directiva para la IRM y para tratar el problema de las exposiciones individuales a los campos EM de IRM.

## Diagnóstico

### Uso por órgano o sistema
IRM tiene una variedad de aplicaciones para la diagnosis médica, se estima que más de 25.000 escáneres son utilizados a nivel mundial. El diagnóstico proporcionado es utilizado en muchas especialidades dentro de la medicina, así como a diferentes formas de tratamiento. 
Esta técnica es la utilizada para la investigación preoperativa de cáncer de próstata y recto y juega un papel fundamental en el diagnóstico, decidir los estadios y llevar a cabo el seguimiento de otros tumores,así como para saber determinar qué áreas de tejido son útiles para tomar muestras y realizar investigaciones.

### Imágenes neurológicas
IRM es la herramienta escogida para cánceres neurológicos frente a tomografía computarizada, al ofrecer mejor visualización de las áreas situadas en la parte posterior de la fosa craneal, conteniendo el tronco encefálico y el cerebelo. El contraste propiciado por la sustancia gris y la sustancia blanca hace las imágenes de IRM sean la mejor opción para muchas condiciones del sistema nervioso central, incluyendo enfermedades desmielinizantes, demencia, enfermedades cerebrovasculares, enfermedades infecciosas, enfermedad de Alzheimer y epilepsia. Al ser una técnica que realiza imágenes separadas tan solo por unos pocos milisegundos puede apreciarse cómo reacciona ciertas zonas del cerebro a diferentes estímulos, permitiendo a los investigadores el estudio estructural como funcional de las anormalidades de los trastornos psicológicos. También es utilizado para cirugías estereotácticas guiadas y radiocirugía para el tratamiento de tumores intracraneales, malformaciones arteriovenosas, y otras casos de condiciones que pueden ser tratadas quirúrgicamente usando una herramienta conocida como N-localizer.

### Angiografía
La angiografía por resonancia magnética (ARM) genera imágenes de las arterias para evaluarlas en busca de estenosis (estrechamiento anormal) o aneurismas (dilataciones de la pared del vaso, con riesgo de ruptura). La ARM se usa a menudo para evaluar las arterias del cuello y el cerebro, la aorta torácica y abdominal, las arterias renales y las piernas (lo que se conoce como «escorrentía»). Se puede usar una variedad de técnicas para generar las imágenes, como la administración de un agente de contraste paramagnético (gadolinio) o el uso de una técnica conocida como «mejora relacionada con el flujo» (por ejemplo, secuencias de tiempo de vuelo 2D y 3D), donde La mayor parte de la señal en una imagen se debe a la sangre que recientemente se trasladó a ese plano (véase también MRI FLASH).
Las técnicas que implican la acumulación de fase (conocida como angiografía de contraste de fase) también se pueden utilizar para generar mapas de velocidad de flujo de manera fácil y precisa. La venografía por resonancia magnética (VRM) es un procedimiento similar que se utiliza para obtener imágenes de las venas. En este método, el tejido ahora se excita de manera inferior, mientras que la señal se recoge en el plano inmediatamente superior al plano de excitación, lo que genera imágenes de la sangre venosa que recientemente se movió del plano excitado.

### Hígado y gastrointestinal
La resonancia magnética hepatobiliar es utilizada para detectar y caracterizar lesiones en el páncreas, hígado y conductos biliares. Trastornos focales o difusos en el hígado pueden ser evaluados usando ponderación de difusión, secuencias de imágenes de fase opuesta y mejora de contraste dinámico. Los agentes de contraste extracelulares se usan ampliamente en la resonancia magnética del hígado, y los nuevos agentes de contraste hepatobiliar también brindan la oportunidad de realizar imágenes biliares funcionales. La obtención de imágenes anatómicas de los conductos biliares se logra mediante el uso de una secuencia fuertemente ponderada en T2 en la colangiopancreatografía por resonancia magnética. La imagen funcional del páncreas se realiza después de la administración de secretina. La enterografía por RM proporciona una evaluación no invasiva de la enfermedad inflamatoria intestinal y los tumores del intestino delgado. La colonografía por resonancia magnética puede desempeñar un papel en la detección de pólipos grandes en pacientes con mayor riesgo de cáncer colorrectal.

### Cardiovascular
La resonancia magnética cardíaca es complementaria a otras técnicas de imagen, como la ecocardiografía, la TC cardíaca y la medicina nuclear. Se puede usar para evaluar la estructura y la función del corazón. Sus aplicaciones incluyen la evaluación de la isquemia y viabilidad del miocardio, cardiomiopatías, miocarditis, hemocromatosis, enfermedades vasculares y cardiopatía congénita.

### Musculoesquelético
Las aplicaciones en el sistema musculoesquelético incluyen imágenes espinales, evaluación de enfermedades articulares y tumores de tejidos blandos. Además, las técnicas de resonancia magnética se pueden utilizar para obtener imágenes de diagnóstico de enfermedades musculares sistémicas.

## Durante un escáner
A medida que se utilizan imanes, es realmente necesario que no haya objetos metálicos en el escáner. El médico le pedirá al paciente que retire sus accesorios metálicos que puedan interferir con la máquina.
Es probable que una persona no pueda hacerse una resonancia magnética si tiene algún metal dentro de su cuerpo, como cuerpos extraños metálicos (balas) o implantes médicos .
Las personas que están nerviosas o agobiadas por los espacios cerrados deben informar a su médico. A menudo se les puede dar medicamentos antes de la resonancia magnética para ayudar a que el procedimiento sea más cómodo.
Una vez en el escáner, el técnico de MRI se comunicará con el paciente a través del intercomunicador para asegurarse de que se sienta cómodo.
Durante el escaneo, es vital permanecer quieto. Cualquier movimiento interrumpirá las imágenes, al igual que una cámara que intenta tomar una foto de un objeto en movimiento. Dependiendo de las imágenes, a veces puede ser necesario que la persona contenga la respiración. El paciente escuchará ruidos fuertes y estridentes que vendrán del escáner. Esto es perfectamente normal.
Si el paciente se siente incómodo durante el procedimiento, puede hablar con el técnico de resonancia magnética a través del intercomunicador y solicitar que se detenga la exploración.

## Otros usos
La técnica IRM es utilizada industrialmente para el análisis químico. La resonancia magnética nuclear también es utilizada para medir la distancia entre el agua y las grasas en la comida, por ejemplo. Otras aplicaciones son: la representación gráfica del movimiento de fluidos corrosivos en tuberías o el estudio de estructuras moleculares como son los catalizadores.
Al ser una técnica no invasiva y no dañina, IRM puede ser utilizada para el estudio anatómico de plantas, los procesos de transporte de agua y su balance del mismo.
Esta técnica es aplicada en radiologías de diagnóstico en animales. En paleontología, es usada para examinar las estructura de fósiles mediante la obtención de su geometría de tres dimensiones.